# Soleil (album de Ferland)
Albums de Jean-Pierre Ferland
Jaune
Soleil est le onzième album studio de Jean-Pierre Ferland, sorti en 1971.
C'est un double album - à l'époque de sa parution lorsqu'il est sorti en vinyle - avec pas moins de 14 chansons. Le guitariste David Spinozza est présent sur l'album, il a joué sur le précédent album de Jean-Pierre Ferland, Jaune, publié en 1970 et il jouera avec Paul et Linda McCartney sur leur album Ram qui paraîtra la même année.

## Liste des chansons
Tous les titres sont écrits et composés par Jean-Pierre Ferland et Paul Baillargeon, sauf Sœur Marie de Ferland, Baillargeon et David Spinozza.
1. Le monde est parallèle
2. Mon frère
3. Monsieur Gobeil
4. J'ai neuf ans
5. Au fond des choses le soleil emmène au soleil
6. Sœur Marie de l'Enfant Jésus
7. Si on s'y mettait
8. Toi et moi
9. Mon ami J.C.
10. Sur la route 11
11. Fais dodo
12. Rose Magui
13. Jennifer
14. Pot-pourri endiablé de quelques succès du disque

## Musiciens
- Jean-Pierre Ferland : Chant
- Paul Baillargeon : Claviers, synthétiseur Moog, chœurs, orchestrations
- Claude Demers : Programmation du synthétiseur
- David Spinozza : Guitares acoustiques et électriques
- Don Habib : Basse
- Richard Provençal : Batterie
- Denise Lupien, Maurice Pelletier, Nicole Laflamme, Hélène Rioux, Josianne Roy, Francine Lupien, Sylvie Laville, Denise Boucher, Lorraine Desmarais, William Lunn, Jean-Luc Morin : Cordes (Violons, altos et violoncelles)
- Serge Chevanel, Jean-Louis Chatel, Jean-Pierre Carpentier, Julio Massella, Ted Griffith, Émile Subirana : Cuivres
- Marcel Baillargeon : Flûte
- Nick Ayoub : Hautbois
- Charles Linton, Denis Forcier, Patricia Gallant, Judi Richards, France Castel, Denise Bérard, Louise Lemire : Chœurs
- Pierre Béluse : Percussions
- Michel Séguin : Congas

## Production
- Jean-Pierre Ferland : Réalisation
- André Perry : Production, ingénieur du son, mixage
- Claude Demers : Ingénieur
- Studios André Perry (Montréal) : Enregistrement et mixage
- Sidney Massari : Pochette et livret de l'album
- Ronald Labelle : Photographies
- Roxanne Gagnon : Illustrations

## Accueil
L’album sort en 1971. Il se place, au début de l’année 1972, 5 semaines en première position des ventes d’albums au Québec, et 28 semaines dans le top 30, selon le palmarès reconstitué des ventes d’albums au Québec.
L’accueil des critiques musicaux dans les médias est parfois partagé. L'album semble dans un premier temps moins bien accueilli que son précédent album, Jaune, qui avait été plébiscité, par cette critique musicale. Il leur semble revenir à une approche plus traditionnelle sur l'écriture des chansons.
L'album est remastérisé en 2012, avec quelques critiques plus enthousiastes, comme dans La Tribune.